# Григорьев, Юрий Евгеньевич
Юрий Евгеньевич Григорьев (1903—1985) — лауреат Сталинской премии третьей степени (1946)

## Биография
Родился 10 (23 апреля) 1903 года в селе Рогачёво (Дмитровский городской округ) (ныне Дмитровский район, Московская область) в семье земского врача Евгения Павловича Григорьева. Родной брат Андрея и Тараса Григорьевых.
По образованию инженер-электрик. Окончил Коммерческий институт Московского общества распространения коммерческого образования (ныне РЭУ имени Г. В. Плеханова). Работал инженером-электриком на заводе «Динамо», в тресте ОРГРЭС.
Во время Великой Отечественной войны был командирован на Урал для работы на военных заводах. Участвовал в разработке, испытаниях и внедрении методов ремонта высоковольтных линий электропередач без снятия напряжения. Что позволило обеспечивать бесперебойное электроснабжение важнейших объектов.
После войны работал в министерстве электростанций СССР (впоследствии Министерство энергетики и электрификации СССР). Автор ряда брошюр и учебных пособий по электроэнергетике.
Умер 17 июля 1985 года. Похоронен в Москве на Донском кладбище.

## Признание
- Сталинская премия третьей степени (1946) — за разработку и внедрение методов и устройств для ремонта под напряжением проводов высоковольтных ЛЭП